# COME ON (小比類巻かほるの曲)
「COME ON」（カモン）は1987年9月21日に発売された小比類巻かほるの7枚目のシングル。

## 解説
アルバム『Hearts On Parade』の先行シングルで、ダイハツ・ミラのCMソングとして起用された。

## 収録曲
| 全作詞: 小比類巻かほる、全作曲: 大内義昭、全編曲: 土屋昌巳。 |                |                |            |
| #                                                            | タイトル       | 作詞           | 作曲・編曲 |
| 1.                                                           | 「COME ON」    | 小比類巻かほる | 大内義昭   |
| 2.                                                           | 「TIME FLIES」 | 小比類巻かほる | 大内義昭   |